# Esteban Núñez Narváez
Esteban Núñez Narváez (3 de agosto de 1888 - 2 de enero de 1965) fue un poeta, microhistoriador mexicano.

## Trayectoria
Nació en Tula, Tamaulipas el 3 de agosto de 1888. En su ciudad natal, estudió en la escuela superior de varones del maestro Manuel Villasana Ortiz y posteriormente ingresó a la escuela de derecho del licenciado Telésforo Villasana. Como secretario del juzgado militar, atestiguó las últimas horas del general Alberto Carrera Torres. Se trasladó con su familia a Ciudad Victoria en 1917. Fue gerente de la Cámara Nacional de Comercio en Ciudad Victoria durante 39 años hasta su fallecimiento.
Es autor del libro "Tula en 1910" en el cual narra uno de los periodos más prósperos de esta ciudad. Murió en Ciudad Victoria el 2 de enero de 1965. En 2013, el gobierno del estado de Tamaulipas reeditó su libro "Las últimas horas del General Alberto Carrera Torres".